# Laura Herford
Anne Laura Herford (1831-1870) est une artiste britannique du milieu du XIXe siècle. En 1860, elle est la première femme à être admise aux écoles de la Royal Academy of Arts. Elle expose à douze reprises au sein de cette institution.

## Carrière
Née le 16 octobre 1831 de John Herford et Sarah Smith Herford, Anne Laura Herford (1831–1870) reçoit sa formation artistique auprès d'Eliza Fox (1824-1903), artiste reconnue pour ses scènes de genre et portraits à thématique sociale contemporaine. Fox signe d'ailleurs la pétition de 1859 pour l'admission des femmes à la Royal Academy. Aspirant à y entrer, Herford postule sous le nom de « L. Hereford » et devient, en 1861, la seule femme élève de l'académie. Elle expose ses œuvres à la Royal Academy de 1861 à 1869, ainsi qu'à la Suffolk Street Gallery et à la British Institution, présentant notamment en 1864 un tableau intitulé « Un coin tranquille », et poursuivant son succès avec des scènes domestiques similaires jusqu'en 1867,. 